# ハロウスクール

校章

ハロウ・スクール（英: Harrow School ハーロー・スクール）は、イギリス・ロンドンのハロウ区・ハロウ・オン・ザ・ヒルにある、男子全寮制パブリックスクールである。
「The Nine（ザ・ナイン）」と俗称される歴史・伝統のある厳格な意味での名門パブリックスクールの9校のうちの1校である。 イートン・カレッジ、ラグビー・スクール、ウェストミンスター・スクールなどと並ぶ名門である。
本節では、本校の系列校にあたる、世界各国のインターナショナル・スクールについても述べる。

## 教育
男子全寮制であり、13歳から18歳まで5学年837名の生徒が12の宿舎で暮らしており、卒業生の多くは、オックスフォード大学・ケンブリッジ大学へ進学する。
1572年、地元の名士ジョン・ライオンがエリザベス1世から 設立勅許状を授与され設立。ロンドン中心から北北西のハロウ・オン・ザ・ヒルという緩やかな丘の上に位置する。敷地内には、校舎や学寮（ボーディングハウス）以外に、ファーム、湖、スポーツのためのラグビー、サッカー、クリケット、テニスなどの競技場、ゴルフコースがある。特にイートン・カレッジと対戦するクリケットの試合は200年以上の歴史のあるスポーツの伝統である。1805年に開始され、クリケットの聖地と言われるローズ・クリケット・グラウンドで毎年試合が行われる。構内が映画『ハリー・ポッターと賢者の石』の撮影地としても使われた。
「ハロウハット」と呼ばれる麦わらの帽子にモーニング・スーツの制服を有している。
卒業生には、元英国首相ウィンストン・チャーチルをはじめ8人の首相を輩出している。また、詩人のジョージ・ゴードン・バイロン、インド建国の父ジャワハラール・ネルー、ヨルダンのフセイン国王、ノーベル物理学賞を受賞したレイリー男爵ジョン・ウィリアム・ストラットなどもこの学校の出身者である。

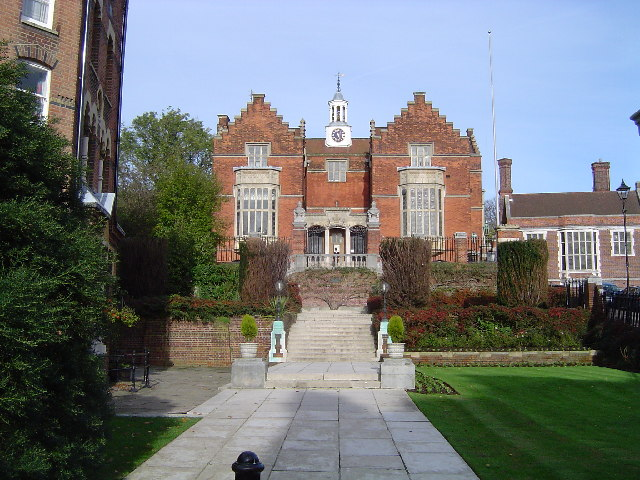
ハーロー校

## 学費
2020/21年の学費は、学期ごとに£14,200（年間学費は£42,600)

## 著名な出身者
- ウィンストン・チャーチル - イギリスの首相
- ジャワハルラール・ネルー - インドの首相
- ジョン・ウィリアム・ストラット (第3代レイリー男爵) - ノーベル物理学賞受賞
- ジョージ・ゴードン・バイロン - 詩人
- スタンリー・ボールドウィン - 首相
- ジョージ・ハミルトン＝ゴードン (第4代アバディーン伯) - 首相
- ロバート・ピール - 首相
- スペンサー・パーシヴァル - 首相
- フレデリック・ロビンソン (初代ゴドリッチ子爵) - 首相
- ヘンリー・ジョン・テンプル (第3代パーマストン子爵) - 首相
- ジェームス・ブラント - 歌手
- ベネディクト・カンバーバッチ - 俳優
- リチャード・カーティス - 脚本家
- リチャード・ポンソンビー＝フェイン - 日本研究家

## ハロウインターナショナルスクール
2022年現在、Asia International Schools Limitedにより経営されるハロウインターナショナルスクールは1998年に開校したバンコクをはじめ、香港、北京など、アジアに9校の姉妹校がある。多くの学校が現在中国にある。子会社Harrow International Management Services Limited（以下、HIMS)を通じ、北京、上海、海口、珠海、南寧、重慶、深圳、香港、タイのバンコク等にてインターナショナルスクールを運営中である。

### ハロウインターナショナルスクール安比ジャパン
2022年8月29日、HIMSは岩手ホテルアンドリゾート（IHR）と事業提携し、岩手県八幡平市に英国ハロウスクールのインターナショナルスクールである「ハロウインターナショナルスクール安比ジャパン(ハロウ安比校)」を開校した。
全寮制で小学校6年生相当から高校3年生相当の生徒が在籍、日本人生徒の割合は45%。教員は40名。
他のインターンと違い、外国に住んでいる入学希望の子供に対して学校が「留学ビザ」を出せるのが利点とされる。